# 佩列钦
佩列钦（羅馬化：Perechyn；又譯佩雷欽）是乌克兰西部外喀爾巴阡州烏日霍羅德區佩列钦市镇内的城市及该市镇的行政中心，2020年7月18日前为佩列欽區的行政中心。该市面积为7.45平方公里，海拔高度149米，2022年人口数量为6,477人。

## 图集

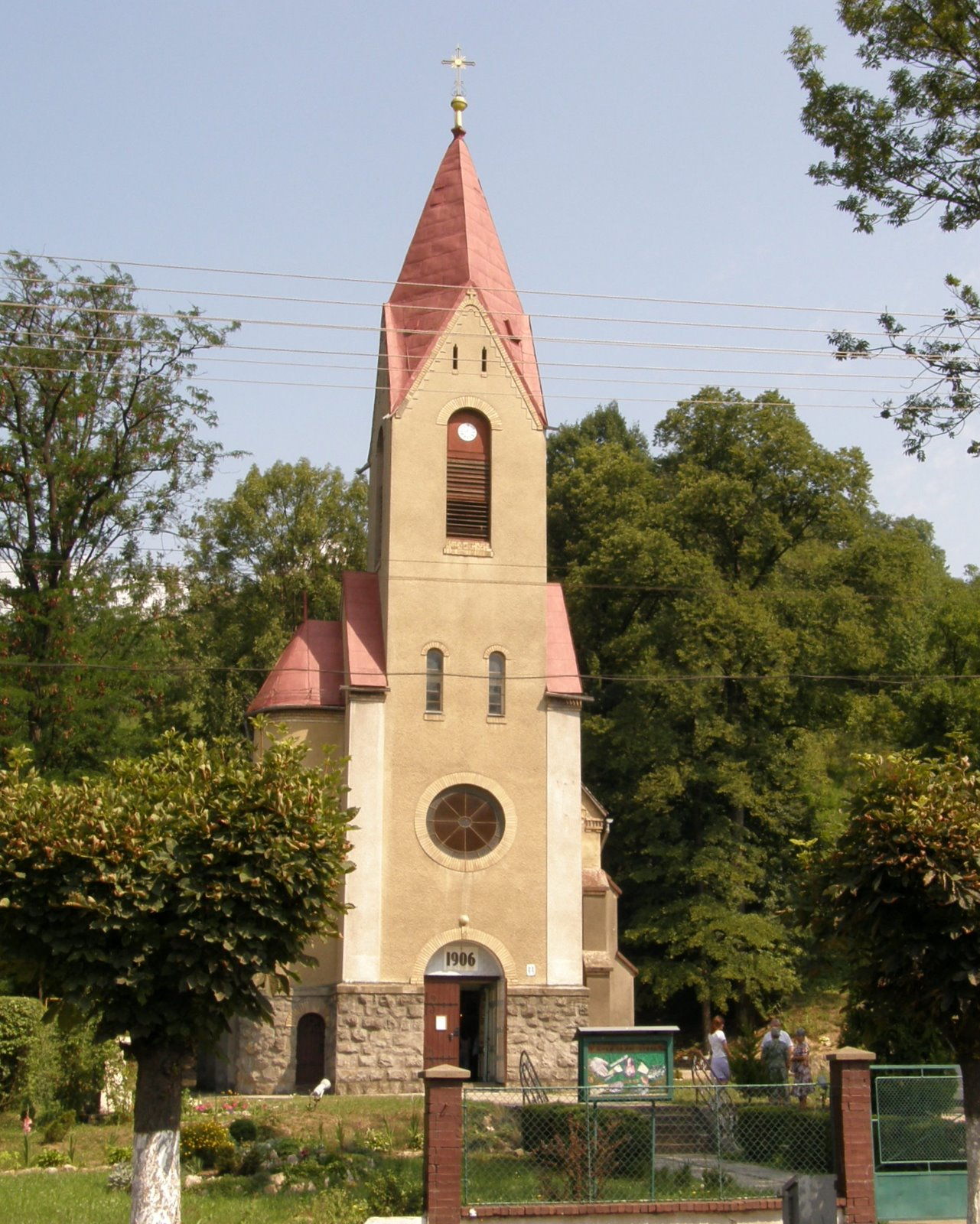
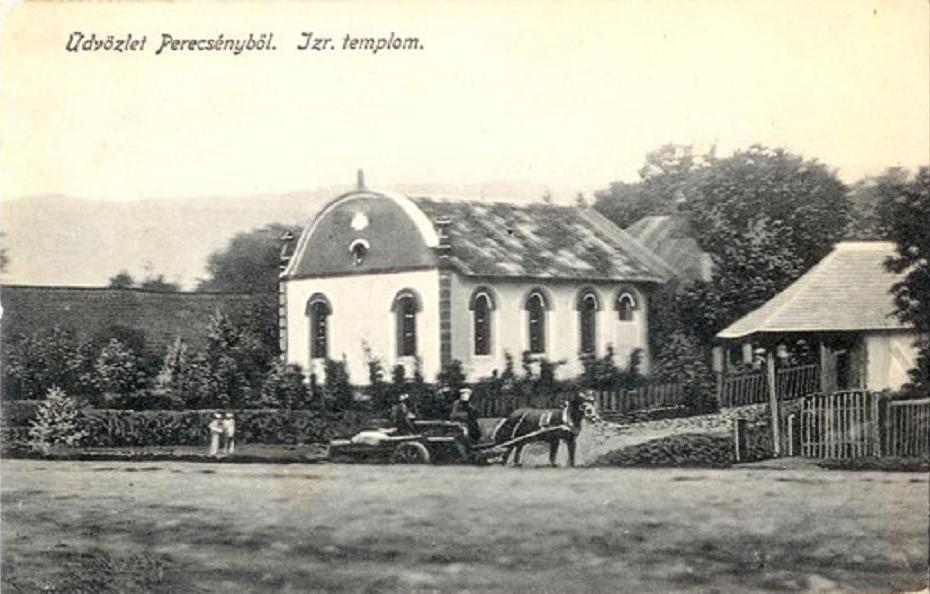

## 友好城市
- 斯洛伐克 胡门内
- 斯洛伐克 索布蘭采
- 波蘭 小波蘭地區格沃古夫市鎮（波兰语：Głogów Małopolski (gmina)）
- 捷克 斯維塔維
- 北馬其頓 克里瓦帕蘭卡
- 乌克兰 克拉馬托爾斯克